# Aciclovir
Aciclovir o acyclovir, chimicamente acicloguanosina e spesso abbreviato in ACV è un farmaco antivirale, un analogo aciclico della guanosina. La molecola è uno dei farmaci antivirali più comunemente utilizzati, e in particolare nel trattamento delle infezioni da herpes simplex virus (HSV) di tipo 1 e 2, così come nel trattamento della varicella zoster (varicella) e herpes zoster (fuoco di Sant'Antonio).
Nonostante abbia uno spettro d'azione relativamente limitato, la sua scoperta e le sue caratteristiche favorevoli (in particolare l'elevata selettività e gli scarsi effetti collaterali) hanno segnato l'inizio d'una nuova era nella terapia delle infezioni virali.
In Italia il farmaco è venduto dalla società farmaceutica GlaxoSmithKline S.p.A. con il nome commerciale di Zovirax nella forma farmaceutica di compresse da 200 mg, 400 mg e 800 mg, nonché come sospensione orale da 400 mg/5 mL. Esiste inoltre una formulazione in crema alla concentrazione del 5% destinata a uso topico commercializzato in Italia da Dymalife pharmaceutical con il nome commerciale Amodivir. Essendo da tempo scaduto il brevetto la molecola viene commercializzata come medicinale equivalente da numerose altre società farmaceutiche.

## Storia
La scoperta di aciclovir è stata vista come l'inizio di una nuova era nella terapia antivirale, in quanto la molecola apparve subito estremamente selettiva e relativamente poco citotossica. I nucleosidi isolati da una spugna caraibica, la Cryptotethya cripta, sono stati la base per la sintesi chimica di aciclovir. Il farmaco venne scoperto da Howard Schaffer dopo un lavoro preliminare con Robert Vince, S. Bittner e S. Gurwara sulla molecola aciclogadenosina, un analogo dell'adenosina, che aveva già mostrato una promettente attività antivirale. In seguito Schaffer, con l'appoggio della società farmacologica Burroughs Wellcome, successivamente GlaxoWellcome, ha continuato lo sviluppo di aciclovir con la collaborazione della farmacologa Gertrude B. Elion. Vince in seguito divenne noto per aver inventato abacavir, un farmaco inibitore nucleosidico della trascrittasi inversa (nRTI) per i pazienti affetti da infezione da HIV. Elion fu insignita del Premio Nobel per la medicina nel 1988, in parte anche per i suoi meriti nello sviluppo di aciclovir. Il dott. Richard Whitley, ricercatore dell'Università di Alabama a Birmingham e pioniere nella terapia antivirale, è stato il primo a utilizzare con successo il farmaco negli esseri umani.

## Farmacodinamica
All'interno della cellula, l'aciclovir viene monofosforilato grazie all'azione dell'enzima timidina chinasi, il quale è codificato solamente dai virus erpetici e non dall'organismo. È per tale motivo che il farmaco agisce prevalentemente sulle cellule infettate e non su quelle sane.

Successivamente, l'aciclovir monofosfato viene fosforilato nella forma bifosfata e, infine, trifosfata dalle chinasi della cellula ospite.

L'aciclovir trifosfato agisce da inibitore competitivo con la desossiguanosina trifosfato per la DNA polimerasi virale, bloccandone l'azione tramite formazione d'un complesso irreversibile con la catena di DNA virale nascente.

L'aciclovir in forma di trifosfato può inoltre essere incorporato nel DNA virale in crescita causandone la terminazione precoce a causa della mancanza del gruppo ossidrile (OH) in posizione 3'.
In vitro la molecola ha dimostrato attività antivirale nei confronti di herpes simplex virus 1 (HSV–1), quindi in ordine di potenza decrescente verso herpes simplex virus 2 (HSV–2), virus varicella-zoster (VZV), Epstein-Barr virus (EBV) e citomegalovirus (CMV).

## Meccanismi di resistenza
La resistenza all'aciclovir può comparire a seguito di alterazioni della timidina chinasi o, molto più raramente, della DNA polimerasi virale. La resistenza può anche essere correlata a una diminuzione della concentrazione di entrambi gli enzimi.

Nella maggior parte dei casi la resistenza compare per alterazione della timidina chinasi il che determina la comparsa di resistenza crociata verso altri farmaci antivirali come: valaciclovir, ganciclovir e famciclovir. Altri composti non necessitano dell'attivazione da parte della timidina chinasi (foscarnet, cidofovir, e altri) e pertanto possono venir utilizzati in caso di resistenza all'aciclovir.

## Farmacocinetica
Dopo somministrazione per via orale aciclovir viene scarsamente assorbito dal tratto gastrointestinale (la molecola presenta una bassa solubilità in acqua). La biodisponibilità risulta pertanto piuttosto bassa nell'ordine del 15-20%.

La sua emivita è di circa 3 ore. Nei bambini, l'emivita è di circa 3,8 ore mentre in soggetti con insufficienza renale cronica o in emodialisi è, rispettivamente, di 19,5 e 5,7 ore.

Il farmaco presenta uno scarso legame alle proteine plasmatiche (variabile tra il 9% e il 33%) e si distribuisce bene nei diversi tessuti dell'organismo raggiungendo concentrazioni tissutali pari al 50-100% di quella del plasma. Nel liquido cefalo rachidiano si ottiene una concentrazione d'aciclovir che equivale al 50% di quella plasmatica.

Aciclovir viene eliminato dall'organismo in prevalenza attraverso l'emuntorio renale in forma quasi immodificata. 
È stato valutato che la clearance dell'aciclovir sia maggiore di quella della creatinina per cui si ritiene che alla sua eliminazione concorrano sia la filtrazione glomerulare sia la secrezione tubulare.

L'unico metabolita dell'aciclovir che viene prodotto è la 9-carbossimetossimetilguanina.

## Usi clinici
L'aciclovir risulta essere efficace nel trattamento dell'infezione da HSV di tipo 1 e 2 sia primaria sia recidivante (herpes labiale e genitale). Il suo uso, infatti, determina una riduzione della durata della sintomatologia, e del tempo di guarigione delle lesioni nonché un abbassamento della diffusione virale. Nel caso di recidive, invece, la risposta sussiste anche se è meno efficace.

Il trattamento prevede una dose di 200 mg cinque volte al giorno in soggetti immunocompetenti. Nei bambini con età inferiore ai due anni si utilizza un dosaggio ridotto della metà rispetto agli adulti mentre in quelli superiori ai due anni si può utilizzare lo stesso dosaggio degli adulti.

Il trattamento delle recidive prevede di ridurre la gravità e il numero dei nuovi attacchi, limitare la trasmissione virale e migliorare lo stato psicofisico del soggetto coinvolto. A questo fine può venir usato un dosaggio pari a 200 mg 4 volte al giorno oppure 400 mg per 2 volte al dì. Si consiglia, poi, di ridurre il dosaggio fino a un quantitativo di 200 mg 2 o 3 volte al giorno e di interrompere il trattamento ogni 6-12 mesi.

In casi di soggetti immunocompromessi si adotta una terapia profilattica volta a evitare la riattivazione da HSV a base di aciclovir con dosaggio di 200–400 mg per 4 volte al giorno.

### Varicella
L'aciclovir è il farmaco di prima scelta in caso di varicella, anche se VZV è meno sensibile al composto rispetto a HSV 1 e 2. In tal caso viene impiegato a un dosaggio più elevato (dose massima 800 mg per 5 volte al giorno per 7 giorni). Nei bambini si utilizza una dose di 20 mg/kg (fino a un massimo di 800 mg) per 4 volte al dì per 5 giorni.
Mentre nei soggetti immunocompromessi la quantità da somministrare è più bassa (10 mg/kg ogni 8 ore per 7 massimo 10 giorni)

### Infezioni neonatali
L'aciclovir per via endovenosa è il trattamento di prima linea nella terapia delle infezioni neonatali, nell'encefalite da HSV e in persone con infezioni da virus varicella zoster (10 mg/kg ogni 8 ore). Uno schema ridotto (5 mg/kg ogni 8 ore) lo si può usare quale trattamento di profilassi in persone con patologie serie o che non sono in grado di assumere compresse.

In caso di Herpes zoster si può adottare uno schema terapeutico analogo a quello per la varicella anche se l'aciclovir non è più il farmaco di scelta in quanto è stato soppiantato dal valaciclovir.

L'aciclovir è utilizzabile anche per via topica per le infezioni primarie e ricorrenti da HSV (herpes labiale, genitale e cheratite erpetica). In questi casi sarebbe consigliabile instaurare la terapia il prima possibile.

Non ha alcun effetto nelle infezioni persistenti o latenti.
In persone con insufficienza renale, i dosaggi vanno ridotti di almeno la metà.

## Effetti collaterali e indesiderati
Generalmente l'aciclovir è ben tollerato dalle persone.

Rare dopo somministrazione orale: nausea, vomito, dolori addominali, diarrea, affaticamento, esantema cutaneo, orticaria, prurito e fotosensibilizzazione. Raramente può comparire epatite, ittero, dispnea, reazioni allergiche e anafilassi, angioedema e disturbi neurologici.

Qualora utilizzato per via endovenosa e nei pazienti con ridotta funzionalità renale o insufficienza renale, l'aciclovir può comportare nefrotossicità e neurotossicità come letargia, tremori, mioclonie, allucinazioni, segni extrapiramidali e anomalie elettroencefalografiche, eventi entrambi rari nel caso in cui l'infusione avvenga lentamente e venga mantenuto un adeguato stato di idratazione. Si può anche avere la comparsa di febbre, agitazione e un'infiammazione locale grave con sviluppo di un'ulcerazione.

Nei bambini la somministrazione cronica può provocare neutropenia. 
L'applicazione topica dell'aciclovir può talvolta causare un temporaneo stato d'irritazione locale.

## Gravidanza e allattamento
Esperienze d'uso dell'aciclovir in gravidanza sono limitate. Allo stato attuale non sono noti fenomeni di pericolosità sull'uomo. Gli studi effettuati sugli animali non sono stati conclusivi e hanno fornito risultati controversi. Sembra comunque che aciclovir non sia in grado di determinare tossicità embrionale e fetale. 
La Food and Drug Administration ha inserito valaciclovir in classe B per l'uso in gravidanza. In questa classe sono inseriti i farmaci i cui studi riproduttivi sugli animali non hanno mostrato un rischio per il feto e per i quali non esistono studi controllati sull'uomo e i farmaci i cui studi sugli animali hanno mostrato un effetto dannoso che non è stato confermato con studi controllati in donne nel I trimestre (e non c'è evidenza di danno nelle fasi avanzate della gravidanza).
Nel 2004 è stato pubblicato un grosso studio che ha concluso che l'aciclovir non determina un aumento delle malformazioni in gravidanza. In ogni caso la sua somministrazione in gravidanza è generalmente sconsigliata e l'eventuale uso, da effettuarsi sotto stretto controllo medico, richiede un'attenta valutazione dei benefici clinici attesi per la madre e dei rischi potenziali per il feto.
La somministrazione di aciclovir in donne che allattano al seno richiede cautela. Aciclovir infatti viene escreto nel latte materno, dove raggiunge concentrazioni pari a 0,6-4,1 volte i corrispondenti livelli plasmatici materni dopo somministrazione per via orale di 200 mg 5 volte/die. La concentrazione di aciclovir raggiunta nel latte materno potrebbe esporre il lattante a dosi massime di farmaco pari a 0,3 mg/kg/die. Non sono comunque note segnalazioni di pericolosità relative a ciò.

## Interazioni
- Micofenolato mofetile: la contemporanea somministrazione con aciclovir può comportare un aumento delle concentrazioni plasmatiche di entrambe le sostanze.
- Probenecid: la co-somministrazione con aciclovir può comportare una riduzione dell'escrezione renale di quest'ultimo attraverso una inibizione della sua secrezione tubulare renale con conseguente aumento della sua concentrazione plasmatica. I pazienti in trattamento associato in genere non necessitano di un aggiustamento del dosaggio, ma debbono essere attentamente monitorati per l'eventuale comparsa di tossicità dell'antivirale.
- Cimetidina: similmente a quanto accade con probenecid anche cimetidina può competere con il meccanismo di secrezione tubulare renale attiva dell'antivirale il che comporta un aumento della sua concentrazione plasmatica.

## Avvertenze
Encefalopatia: la somministrazione endovenosa di aciclovir e, più raramente anche la somministrazione orale, è stata associata a encefalopatia con comparsa di tremori, allucinazioni, convulsioni e coma .